# Moldavia en los Juegos Paralímpicos de Atenas 2004
Moldavia estuvo representada en los Juegos Paralímpicos de Atenas 2004 por tres deportistas masculinos. El equipo paralímpico moldavo no obtuvo ninguna medalla en estos Juegos.